# ビロウ・ザ・ソルト
| 専門評論家によるレビュー | 専門評論家によるレビュー |
| レビュー・スコア         | レビュー・スコア         |
| 出典                     | 評価                     |
| ------------------------ | ------------------------ |
| オールミュージック       | link                     |

『ビロウ・ザ・ソルト』( Below the Salt )はスティーライ・スパンによる4枚目のスタジオ・アルバムであり、彼らがクリサリスレーベルに加入してからの最初の作品とんる。このアルバムは中世の影響を受け、バンドのブリティッシュ・フォーク・ロックのスタイルと融合させている。このアルバムでは、ボブ・ジョンソンとリック・ケンプがバンドデビューを果たしている。 この時点でアシュリー・ハッチングスはバンドを脱退し、創設メンバーとしてはティム・ハートとマディ・プライヤーだけが残っている。
このアルバムは、1972年5月および6月にロンドンのチェルシーにある サウンド・テクニックス・スタジオで録音された。 トラックは主にハートとプライヤーが選んだが、クリスマス・ヒット曲「ガウデテ」( "Gaudete" ) の追加を提案したのはジョンソンだった。サンディ・ロベロンが脱退した後の後任が見つからなかったため、彼らはこのアルバムをセルフ・プロデュースした。
「ガウデテ」はバンドの最初のヒット曲となり、全英チャートで14位を記録した。聖歌隊が近づいたり離れたりするような印象を与えるために、アルバムでは長いフェードインとフェードアウトが付けられている。 しかし、シングルではフェードインとフェードアウトは行われていなかった。

アルバムは全英アルバムチャートで43位に達した。

## トラックリスト
アルバムのすべての曲はトラディショナルであり、スティーライ・スパンによって改作されている 
1. 「斑点のある牛」(Spotted Cow)
2. 「6月のバラのつぼみ」(Rosebud in June)
3. 「ジグ：花嫁のお気に入り/タンジーのファンシー」(Jigs: The Bride's Favourite/Tansey's Fancy)
4. 「羊の鳴き声と黒犬」(Sheep-crook and Black Dog)
5. 「ロイヤルフォレスター」(Royal Forester)
6. 「ヘンリー王」(King Henry)
7. 「ガウデテ」(Gaudete)
8. 「ジョン・バーリーコーン」(John Barleycorn)
9. 「生意気な船乗り」(Saucy Sailor)

## パーソネル
- マディ・プライヤー - ボーカル
- ティム・ハート - ボーカル、アパラチアン・ダルシマー、ギター
- ピーター・ナイト - ヴァイオリン、ヴィオラ、マンドリン、バンジョー、ピアノ、ボーカル
- リック・ケンプ - ベース、ドラムス、ボーカル
- ボブ・ジョンソン - ギター、ボーカル